# Apeadeiro de Santa Marinha
O apeadeiro de Santa Marinha, originalmente denominado de Loivo, foi uma interface da Linha do Minho, que servia a localidade de Loivo, no concelho de Vila Nova de Cerveira, em Portugal.

## Descrição

### Localização e acessos
O local desta interface situa-se a mais de um quilómetro a oés-sudoeste do centro da localidade nominal secundária — Loivos.

### Infraestrutura
A plataforma situava-se do lado nascente da via (lado direito do sentido ascendente, para Valença).

## História
Este apeadeiro fazia parte do lanço da Linha do Minho entre Caminha e São Pedro da Torre, que abriu à exploração no dia 15 de Janeiro de 1879.
Em Junho de 1913, esta interface aparece com o nome de Loivo e classificação de paragem, sendo utilizada pelos comboios tramways entre Viana do Castelo e Valença.
Num diploma publicado no Diário do Governo n.º 21, II Série, de 25 de Janeiro de 1939, a Direcção Geral de Caminhos de Ferro aprovou a reabertura do Apeadeiro de Loivo, sob proposta da Companhia dos Caminhos de Ferro Portugueses.

Foi oficialmente eliminado da rede ferroviária em 20 de Outubro de 2011.